# NGC 5546
NGC 5546 est une galaxie elliptique située dans la constellation du Bouvier. Sa vitesse par rapport au fond diffus cosmologique est de 7 622 ± 17 km/s, ce qui correspond à une distance de Hubble de 112,4 ± 7,9 Mpc (∼367 millions d'al). NGC 5546 a été découverte par l'astronome germano-britannique William Herschel en 1786.
Selon la base de données Simbad, NGC 5546 est une radiogalaxie.
À ce jour, deux mesures non basées sur le décalage vers le rouge (redshift) donnent une distance de 103,000 ± 1,414 Mpc (∼336 millions d'al), ce qui est à l'intérieur des valeurs de la distance de Hubble. Notons cependant que c'est avec la valeur moyenne des mesures indépendantes, lorsqu'elles existent, que la base de données NASA/IPAC calcule le diamètre d'une galaxie et qu'en conséquence le diamètre de NGC 5546 pourrait être d'environ 59,8 kpc (∼195 000 al) si on utilisait la distance de Hubble pour le calculer.

## Groupe de NGC 5546
NGC 5546 est la plus brillante galaxie d'un trio qui porte son nom. Les deux autres galaxies du groupe de NGC 5546 sont NGC 5514 et NGC 5549.